# 甘丹塔钦
甘丹塔钦（藏語：དགའ་ལྡན་དར་ཤིང་），又称“夏加里”，位于西藏自治区拉萨市城关区八廓东南角，是一座大经旗杆。“塔钦”意为“大经旗”。

## 简介
“甘丹塔钦”意思是“甘丹寺大经旗杆”。传说，15世纪初，宗喀巴在拉萨河南岸的山上兴建甘丹寺。竣工当天，宗喀巴正在拉萨城内的大昭寺附近。他的弟子前来寻找宗喀巴以告知竣工喜讯，在八廓的东南角遇到了宗喀巴。宗喀巴得知喜讯后十分高兴，将手杖插在地上，随即在路旁席地而坐，念诵吉祥文。此后，人们在宗喀巴插手杖处立起了甘丹塔钦，旗杆内装藏有宗喀巴的这根手杖。
藏学家廖东凡则在其一本著作中称，1409年，宗喀巴举办第一届广愿大法会，在八廓的东南角竖立了大旗。法会结束后，拉萨在插旗之处竖立了甘丹塔钦，内装宗喀巴的手杖，作为纪念。
甘丹塔钦旁边有许多景点。附近的藏式楼，也叫“顿钦苏”，即“大经旗杆边的房屋”。甘丹塔钦旁边的角落中有一座黄色的房子，名叫“顿苏色康”（意为“大经旗杆旁边的黄房子”），现在是玛吉阿米餐厅。角落墙上的浮雕是在街头流浪的东苏拉姆，传说她是大昭寺吉祥天母之女，游手好闲，四处游荡，后来遭到母亲驱逐，流落街头，在该角落乞讨为生。途经该浮雕的行人，会向浮雕墙撒一把糌粑作为施舍。顺着绕八廓经东南角右拐之后右侧第一座老房子是拉让宁巴（又译“拉章宁巴”），是宗喀巴主持维修大昭寺及举办广愿大法会时的居所，也可以说该房子相当于当时广愿大法会组织委员会的临时办公楼。
旧时，藏历每年正月初三和五月十五日，均会将该旗杆放倒，重新更换经旗及哈达。
八廓有四根大经旗杆，分别为乔塔钦、甘丹塔钦、嘎顿塔钦、格桑塔钦。旧时，拉萨有专人管理这些大经旗杆，称为“热结巴”，既是乞丐，又是西藏噶厦的差役。此外还有一种称作“边顿巴”的贱民，多是从监狱释放的囚犯，地位更低，只能当“热结巴”的助手。每年藏历腊月初八日，“热结巴”们便将四根经旗杆放倒，悬挂上新的旗幡、经文、哈达、彩布，到次年藏历正月初三日，将四根经旗杆重新竖立起来。
西藏和平解放后，“热结巴”、“边顿巴”均没有了，该任务曾由拉萨市文教局清洁队承担。1960年代初，清洁队每次将经旗杆放倒又重新竖立时，仍完全靠手工操作，经旗杆立起来后，接着喇嘛们云集拉萨城，开始举行一年一度的传召大法会。文化大革命中，有两根经旗杆被毁，1986年十世班禅重新竖立。